# Gestatten, mein Name ist Cox
Gestatten, mein Name ist Cox ist eine Romanserie des Schriftstellerehepaares Rolf und Alexandra Becker, die zahlreiche Hörspieladaptionen, einige Fernsehverfilmungen und einen Kinofilm nach sich zog.
Beckers veröffentlichten den Roman anfangs unter dem Pseudonym „Malcolm F. Browne“, dem Namen von Rolf Beckers Onkel, um den Vorurteilen gegen deutsche Krimiautoren vorzubeugen. Die Hörspiele wurden, wie auch die Serie um Dickie Dick Dickens, zu Straßenfegern. Der „Ur-Cox“ wurde vom Nordwestdeutschen Rundfunk (NWDR) Hamburg in zwei Staffeln produziert, 1952 und 1954 mit Carl-Heinz Schroth. Die dritte Staffel produzierte der nun NDR genannte Sender mit Erwin Linder in der Titelrolle.

## Die Hörspiele

### Die erste Staffel
Gestatten, mein Name ist Cox wurde auf Grundlage eines Romans von Rolf Becker zunächst als Hörspiel 1952 vom Nordwestdeutschen Rundfunk produziert.
Paul Cox ist ein Glücksspieler und eine Frohnatur ohne festen Beruf, der sich so durch das Leben schlägt. Eines Tages findet er eine Leiche, die sein Messer im Rücken hat. Da er weiß, dass er an dem Mord nicht schuld ist, hat er von nun an alle Mühe, auch die Polizei davon zu überzeugen und den wahren Täter ausfindig zu machen. Am Ende kommt er mit Helena Bernhardt zusammen, die im dritten Teil, Tod/Mord auf Gepäckschein 3311, seine ehemalige Freundin war. Cox wird in diesem Hörspiel gesprochen von Carl-Heinz Schroth („Gestatten – schnüff – mein Name ist Cox!“), der damit einen seiner größten Erfolge im Rundfunk feiern konnte. Weitere Sprecher waren u. a. Heinz Klingenberg, Karin Jacobsen, Manfred Steffen, Wolfgang Wahl, Gustl Busch, Wolfgang Borchert, Richard Münch und Hanne Wieder. Die Rolle des Mr. Peacock wurde von zwei Personen gesprochen, im ersten Teil war es Helmuth Gmelin und in den übrigen Folgen Hans Zesch-Ballot. Regie führte Hans Gertberg, die Musik stammte von Siegfried Franz.

### Die zweite Staffel
Im Jahre 1954 produzierte der NWDR Hamburg die zweite Staffel, die aus 7 Teilen bestand. Der 1. Teil wurde am 22. März 1954 erstmals ausgestrahlt. Unter der Regie von Hans Gertberg spielte Carl-Heinz Schroth erneut die Titelrolle. Die weiteren Hauptrollen sprachen Fritz Tillmann (Richardson), Curt Goetz-Pflug (Inspektor Carter), Walter Bluhm (Sergeant Collins), Tilly Lauenstein (Anette Dumont), Ilse Steppat (Vera Kraczyk), Alfred Schieske (Flip Mc Youth), Stanislav Ledinek (Anton Kraczyk) und Günter Pfitzmann (Henry Mills). Der Tonträger ist  laut Angabe des Radio-Hörspielarchivs in Frankfurt am Main nicht mehr verfügbar.

### Die dritte Staffel
Im Jahr 1959 erschien das dritte, vom Norddeutschen Rundfunk (NDR) produzierte Hörspiel Gestatten, mein Name ist Cox: Mord auf Gepäckschein 3311 nach der gleichnamigen Buchvorlage, diesmal von Rolf Becker gemeinsam mit seiner Frau Alexandra geschrieben.
In dieser Geschichte muss sich Cox um seine verschwundene Freundin kümmern, in deren Wohnung jemand mit ihrer Pistole erschossen wurde. Paul Cox wurde diesmal von Erwin Linder gesprochen. In weiteren Rollen waren u. a. Manfred Steffen, Georg Eilert, Rolf Nagel, Verena Wiet, Franz Schafheitlin, Herbert A. E. Böhme und Joseph Offenbach zu hören. Regie führte diesmal S. O. Wagner. Die Musik stammte wie beim ersten Hörspiel von Siegfried Franz.

### Weitere Produktionen
Der Bayerische Rundfunk (BR) brachte im selben Jahr auch eine Version des Hörspieles heraus. Der Untertitel wurde leicht abgewandelt, statt Mord auf Gepäckschein 3311 hieß es Tod auf Gepäckschein 3311. Hier sprach erneut Carl-Heinz Schroth die Titelrolle. Ferner wirkten als Inspektor Carter Siegfried Lowitz und die schon in der ersten Produktion mitwirkende Karin Jacobsen in der Rolle der Helena Bernhardt.
1963 produzierte der Bayerische Rundfunk einen weiteren Mehrteiler mit dem Untertitel Die kleine Hexe. Hier trifft Cox bei einem unfreiwilligen Aufenthalt in Illingham auf eine mysteriöse junge Dame, die ständig ihren Namen wechselt. Als er mit ihr ein Spielcasino aufsucht, lernt er den angeblichen Polizeibeamten Goodman kennen, der einen Auftrag für ihn hat. Damit gerät Cox in ein neues spannendes Abenteuer. Paul Cox wird hier von Arno Assmann gesprochen, Thomas Richardson von Peter Pasetti und Inspektor Carter von Alfred Balthoff. In weiteren Rollen sind u. a. Hans Cossy, Elisabeth Linhardt, Ulrich Bernsdorff, Konrad Georg, Fritz Benscher, Adolf Ziegler und Werner Lieven zu hören. Die Regie führte Walter Netzsch. Die Musik schrieb Walter Kabel. Mit insgesamt 343 Minuten Laufzeit war es das längste Hörspiel dieser Reihe.
Zwei Jahre später veröffentlichte der BR das nächste Hörspiel mit dem Titel Trommeln gehört zum Handwerk. Hier war wieder Carl-Heinz Schroth in der Titelrolle und in der Rolle des Thomas Richardson war diesmal Jürgen Goslar zu hören. Weiter sprachen u. a. Horst Tappert und wieder Ulrich Bernsdorff, der damit zum dritten Mal die Rolle des Sergeant Collins sprach. Er hatte dieselbe Rolle schon in den anderen Produktionen des Bayerischen Rundfunks gesprochen. Allerdings befasst sich das 230 Minuten lange Hörspiel nicht mit einem Einzelfall, sondern Cox und Richardson untersuchen sechs verschiedene Verbrechen, manche auch ohne Leiche.
1969 produzierte wiederum der BR einen weiteren Mehrteiler unter dem Titel Gestatten, mein Name ist Cox – Heißen Dank fürs kalte Büffet. Die Musik komponierte Konrad Elfers. Unter der Regie von Heinz-Günter Stamm spielte Günther Ungeheuer den Paul Cox, Peter Pasetti den Thomas Richardson, Paul Dahlke Inspektor Carter und Reinhard Glemnitz seinen Assistenten Collins. In weiteren Rollen waren unter anderem Paul Verhoeven, Diana Körner, Herbert Fleischmann und Gerd Baltus zu hören. In dieser Geschichte kommt eine Reihe von Personen ums Leben, bei denen Cox zufällig anwesend ist. Allerdings scheinen alle Opfer eines natürlichen Todes gestorben zu sein. Erst im späteren Verlauf der Ermittlungen erkennt man die wahre Todesursache, und damit gelingt es auch, den Täter dingfest zu machen.
1977 veröffentlichte der BR ein weiteres Hörspiel mit dem Titel Mord ist strafbar. Die Geschichte beschreibt den ersten Fall (die erste Staffel) von Paul Cox, in dem er des Mordes an Rechtsanwalt Wallings verdächtigt wird. Die Rolle des Paul Cox wurde diesmal von Reiner Schöne gesprochen. Weitere Sprecher waren Heidelinde Weis (Margit Simmons) und Harald Leipnitz (Inspektor Carter). Die Musik schrieb Frank Duval, die Regie übernahm Peter M. Preissler.
Ein Jahr später übernahm Reiner Schöne zum zweiten Mal die Rolle des Paul Cox, in dem vom BR produzierten Hörspiel Eben war die Leiche doch noch da (1978). Auch in diesem Fall (die zweite Staffel) wird Paul Cox eines Mordes verdächtigt, den er nicht begangen hat. In weiteren Rollen sprechen Michael Degen (Thomas Richardson) und Harald Leipnitz (Detektiv-Inspektor Carter). Die Regie führte Peter M. Preissler, die Musik schrieb Frank Duval.
In Eben war die Leiche doch noch da (das an das erste Abenteuer anknüpft) wird Cox an einen Ort gelockt, an dem ein Mann erschossen wird. Als die Polizei auftaucht, verschwindet die Leiche jedoch spurlos. Cox wird wieder einmal verdächtigt, einen Mord begangen zu haben. Das alte Spiel zwischen Inspektor Carter und Cox/Richardson nimmt seinen durchaus abwechslungsreichen Lauf.
In Österreich übernahm das Studio Oberösterreich des ORF die Produktion von eigenen Radio-Versionen der Serie. Unter der Regie von Ferry Bauer wurden von 1957 bis 1968 Die abenteuerlichen Irrfahrten eines Taschenmessers (1957), Eben war die Leiche doch noch da (1957), Mord auf Gepäckschein 3311 (1959), Die kleine Hexe (1963), Trommeln gehört zum Handwerk (1965) und Ein Toter kommt selten allein (1968) in jeweils bis zu 10 Episoden produziert. Paul Cox wurde dabei von Robert Lindner gesprochen, der (gegenüber den deutschen Versionen) der Figur einen etwas härteren Anstrich verleiht. Lindner übernahm für den ORF auch die Sprech-Hauptrollen in einigen „Dame“-Abenteuern von Lester Powell.

## Kinofilm und Fernsehserie
1955 wurde die zweite Hörspielstaffel von Georg Jacoby unter dem Titel „Gestatten, mein Name ist Cox“ verfilmt. Die Hauptrolle spielte Johannes Heesters (ganz ohne Gesang). Ihn unterstützte Wolfgang Wahl als Privatdetektiv Richardson, der diese Rolle auch schon im ersten Hörspiel gesprochen hatte (dort war Richardson aber noch als Taxifahrer unterwegs). Nun ist Cox ein erfolgreicher Antiquitätenhändler, der dunklen Machenschaften um verschwundene Aktien auf der Spur ist, sich in die Besitzerin dieser Aktien verliebt und sie am Ende des Filmes, nach erfolgreicher Aufklärung des Falles, in die Arme schließen kann. Die Musik zum Film schrieb Hans-Martin Majewski, der u. a. durch die Filme der „Immenhof-Kinoserie“ bekannt war.
1961 entstand unter der Regie von John Olden die Fernsehserie „Gestatten, mein Name ist Cox“ mit Günter Pfitzmann als Paul Cox, die in 13 Folgen zu jeweils 20 Minuten die Geschichte des zweiten Buches erzählte und wegen des großen Erfolges 1965 weitergeführt wurde. Sie bestand aus  neuen Geschichten, die nicht mehr aufeinander aufbauten. Die Musik zur Serie schrieb Heinz Funk, der auch für „Die Gentlemen bitten zur Kasse“ und für Edgar-Wallace-Filme spannende Untermalung verfasste.
Die 1. Serie führte das Cliffhanger-Szenario der Hörspiele fort, wurde genauso zum Straßenfeger und ebnete Pfitzmann den Weg für weitere Erfolge im Fernsehen und Kino. Die weibliche Hauptrolle verkörperte Ellen Schwiers. Zu den Bösewichten gehörte u. a. Lukas Ammann, der später als „Graf Yoster“ selbst zum Detektiv in einer Serie wurde, an der wiederum Rolf und Alexandra Becker mitschrieben. Thomas Richardson wurde in der ersten Staffel gespielt vom Kabarettisten Wolfgang Neuss, und in der zweiten Staffel verkörperte Paul-Edwin Roth Mr. Patterson, den neuen „Gehilfen“ Cox’. Weitere bekannte Darsteller waren Herbert Tiede, Gerda-Maria Jürgens, Manfred Steffen, Christa Siems, Carl Voscherau, Wolf Ackva, Andrea Grosske, Hela Gruel, Otto Lüthje, Rolf Schimpf, Friedrich Schütter, Karl-Heinz Kreienbaum, Franz Schafheitlin, Liane Hielscher, Annelies Schmiedel und Fritz Hollenbeck.

## Medien

### DVD
- Gestatten, mein Name ist Cox. Euro Video, auf 4 DVDs (Fernsehserie mit Günter Pfitzmann)
- Gestatten, mein Name ist Cox. DVD, Universum 82876553639 (Kinofilm mit Johannes Heesters)

### Hörspiele auf CD
- Gestatten, mein Name ist Cox. Tod auf Gepäckschein 3311. Dhv, ISBN 3-89940-513-7.
- Gestatten, mein Name ist Cox. Heißen Dank fürs kalte Büffet. Dhv, ISBN 3-86717-007-X.
- Gestatten, mein Name ist Cox. Die kleine Hexe. Dhv, ISBN 3-89940-514-5.
- Gestatten, mein Name ist Cox. Trommeln gehört zum Handwerk. Dhv, ISBN 978-3-86717-039-0.
- Gestatten mein Name ist Cox. Puzzlespiel. Jumbo Neue Medien, ISBN 3-8337-1053-5.
- Gestatten, mein Name ist Cox. Der Fünf-Uhr Mord. Stellfeld, ISBN 3-935192-64-9.
- Gestatten mein Name ist Cox. Mrs. Chataway hat eine Überraschung. Jumbo Neue Medien, ISBN 3-8337-1052-7.
- Gestatten mein Name ist Cox. Gangster, Gauner & Ganoven. (5 Uhr Mord).
- Gestatten, mein Name ist Cox! Gesamtbox mit 8 CDs, Jumbo Neue Medien, ISBN 3-8337-1419-0.
- Gestatten, mein Name ist Cox! Mord ist strafbar. der hörverlag, ISBN 978-3-86717-091-8.
- Gestatten, mein Name ist Cox! Eben war die Leiche noch da. der hörverlag, ISBN 978-3-86717-196-0.

Österreichische Hörspiele des ORF auf CD via:
- Kundenservice des ORF / Oberösterreich (Memento vom 9. Oktober 2006 im Internet Archive) mit Angabe der Nummer aus der…
- ORF – Hörspieldatenbank: hoerspiele.co.at